# Еманов, Юрий Евгеньевич
Юрий Евгеньевич Еманов (род. 13 января 1957) — советский футболист, полузащитник, защитник.

## Карьера
26 сентября 1975 года в составе ЦСКА провёл единственный матч в Высшей лиге против киевского «Динамо» (1:1), заменив на 78-й минуте Александра Кузнецова. В 1976 году перешёл в смоленскую «Искру». В 1978 году пополнил ряды пермской «Звезды». В 1979 году защищал цвета рязанского «Спартака» и «Москвича». В 1980 году перешёл в клуб «Красная Пресня». В 1981 году пополнил ряды клуба «Наримановец». Завершил карьеру в 1982 году в череповецком «Строителе».

## Достижения
- Победитель 4-й зоны Второй лиги: 1979
- Серебряный призёр Второй лиги (2): 1976 (3-я зона), 1977 (1-я зона)

## Личная жизнь
Сын Антон — также футболист, в 1997—2000 годах выступал за фарм-клуб московского «Динамо».